# 13 رجب
- السبت
- الأحد
- الاثنين
- الثلاثاء
- الأربعاء
- الخميس
- الجمعة

- 2728 ديسمبر 2024
- 2829 ديسمبر 2024
- 2930 ديسمبر 2024
- 3031 ديسمبر 2024
- 11 يناير 2025
- 22 يناير 2025
- 33 يناير 2025
- 44 يناير 2025
- 55 يناير 2025
- 66 يناير 2025
- 77 يناير 2025
- 88 يناير 2025
- 99 يناير 2025
- 1010 يناير 2025
- 1111 يناير 2025
- 1212 يناير 2025
- 1313 يناير 2025
- 1414 يناير 2025
- 1515 يناير 2025
- 1616 يناير 2025
- 1717 يناير 2025
- 1818 يناير 2025
- 1919 يناير 2025
- 2020 يناير 2025
- 2121 يناير 2025
- 2222 يناير 2025
- 2323 يناير 2025
- 2424 يناير 2025
- 2525 يناير 2025
- 2626 يناير 2025
- 2727 يناير 2025
- 2828 يناير 2025
- 2929 يناير 2025
- 3030 يناير 2025
- 131 يناير 2025

13 رجب أو 13 رجب الفرد أو 13 رجب المُرجَّب أو يوم 13 \ 7 (اليوم الثالث عشر من الشهر السابع) هو اليوم التسعون بعد المائة (190) من أيَّام السنة (أو الحادي والتسعون بعد المائة لو كان شهر جمادى الآخرة مُتممًا لليوم الثلاثين أو الثاني والتسعون بعد المائة لو أتم كلًا من صفر وربيع الآخر وجمادى الآخرة ثلاثين يومًا) وفق التقويم الهجري القمري (العربي). يبقى بعده 164 أو 165 يومًا لانتهاء السنة.

## أحداث
- 13هـ - نشوب معركة اليرموك في الشام بين المسلمين تحت قيادة خالد بن الوليد والروم بقيادة هرقل وبها إنتهى العصر البيزنطي.
- 792هـ - العثمانيون بقيادة السلطان مراد الأول ينتصرون على الصرب في موقعة قوصوه الشهيرة التي تعتبر من أقوى معارك البلقان.
- 1253هـ - سقوط مدينة قسنطينة في أيدي القوات الفرنسية أثناء احتلال الجزائر.
- 1310هـ - الخديوي عباس حلمي الثاني يعفو عن أعضاء الثورة العرابية المنفيين إلى سرنديب.
- 1334هـ - فرنسا وبريطانيا تعقدان إتفاقية سايكس بيكو لتقسيم الولايات العربية في الشطر الآسيوي من الدولة العثمانية بينهما، وتعدّ هذه الاتفاقية من الاتفاقيات الاستعمارية التي أدت إلى تقسيم البلاد العربية إلى كيانات منفصلة تخضع لسيطرة بريطانيا وفرنسا.
- 1338هـ - الإعلان عن تأسيس مجلس الشورى الأول في الكويت، وهو أول مجلس استشاري في تاريخ الكويت وتكون من 12 عضوًا تم اختيارهم عن طريق التعيين.
- 1346هـ - الشيخ محمد الخضر حسين يؤسس جمعية الهداية الإسلامية لخدمة الإسلام ويتولى رئاستها.
- 1372هـ - ليبيا تنضم لجامعة الدول العربية.
- 1390هـ - بداية الصدام المسلح بين الجيش الأردني ومنظمة التحرير الفلسطينية فيما يعرف باسم أحداث أيلول الأسود.
- 1391هـ - الإعلان عن استقلال قطر من المملكة المتحدة.
- 1411هـ - الرئيس الصومالي محمد سياد بري يفر خارج البلاد بعد هجوم المعارضة على العاصمة مقديشو.
- 1412هـ - فوز معاوية ولد سيدي أحمد الطايع في انتخابات الرئاسة الموريتانية بنســبة 62.7% على منافسه أحمد ولد داداه.
- 1423هـ - مقتل خمس إسرائيليين في هجوم انتحاري على حافلة في تل أبيب. وعلى إثر ذلك قامت الدبابات الإسرائيلية بفرض حصار على الرئيس الفلسطيني ياسر عرفات داخل مقر ادارته بمقاطعة في رام الله بالضفة الغربية. ولم يخرج من هذا الحصار حتى خروجه للعلاج في فرنسا ثم وفاته بعد نحو سنتين.
- 1429هـ - إسرائيل تفرج عن عميد الأسرى اللبنانيين في سجونها سمير القنطار مع أربعة آخرين بالإضافة إلى جثامين شهداء لديها مقابل رفات جنودها، وذلك ضمن صفقه بينها وحزب الله.
- 1430هـ - اندلاع أعمال عنف بين المسلمين الأويغور والصينيين الهان في إقليم شينجيانغ غرب الصين.
- 1433هـ - الحكم على رئيس مصر السابق محمد حسني مبارك ووزير داخليته حبيب العادلي بالسجن المؤبد بعد إدانتهما بقتل المتظاهرين أثناء ثورة 25 يناير، وتبرئه جميع معاوني وزير الداخلية، كما حكم بانقضاء الدعوى على نجليّ مبارك علاء وجمال بعد سقوط التهم الموجهه لهم بالتقادم، كما برأت المحكمة مبارك من جناية الاشتراك بالحصول على منفعة من وظيفته.
- 1438هـ - تفجيران في كنيستي مار جرجس في مدينة طنطا ومار مرقس في مدينة الإسكندرية في مصر يوقعان 45 قتيلًا وأكثر من 136 جريحًا.
- 1446هـ - تكليف القاضي نواف سلام بتشكيل الحكومة اللبنانية الأولى في عهد جوزاف عون، خلفًا لحكومة نجيب ميقاتي.

## مواليد
- 23 ق.هـ - علي بن أبي طالب، ابن عم الرسول مُحمَّد وصهره ورابع الخلفاء الراشدين وأول أئمة الشيعة.
- 563هـ - أبو بكر بن قسوم، شاعر وناثر عربي وزاهد أندلسي.
- 1313هـ - أحمد بن عبد الله السنان، غموضي، ورياضياتي، وفقيه، وكاتب سعودي.
- 1346هـ - ذو الفقار علي بوتو، سياسي باكستاني.
- 1355هـ - نبيل المالح، مخرج ومنتج سينمائي سوري.
- 1364هـ - جون قرنق، زعيم الحركة الشعبية لتحرير السودان.
- 1372هـ - أحمد فتفت، طبيب وسياسي لبناني.
- 1381هـ - محمد فؤاد، مغني مصري.
- 1391هـ - شيرويت عادل، مخرجة مصرية.
- 1396هـ - محمد الوادي، ممثل كويتي.
- 1399هـ - نجلاء عبد الله، ممثلة أردنية.
- 1406هـ - طارق الإبياري، ممثل مصري.
- 1410هـ - ياسين إبراهيمي، لاعب كرة قدم جزائري.

## وفيات
- 279هـ - محمد بن عيسى الترمذي، عالم مسلم محدث.
- 623هـ - محمد الظاهر بأمر الله، الخليفة العباسي الخامس والثلاثين.
- 751 هـ - ابن قيم الجوزية، فقيه حنبلي مسلم، وأبرز تلاميذ ابن تيمية.[1]
- 835هـ - محمد بن حمزة الفناري، فقيه وقاضي شرعي ومفسر تركي عثماني.
- 1315هـ - المهدي العباسي، شيخ الجامع الأزهر.
- 1377هـ - محمد الخضر حسين، عالم تونسي تولى مشيخة الأزهر طيلة سنتين.
- 1380هـ - بيرم التونسي، شاعر تونسي مصري.
- 1393هـ - محمد الطاهر بن عاشور، شيخ جامع الزيتونة وأحد كبار علماء عصره.
- 1423هـ - محمد صفوت نور الدين، الرئيس العام لجماعة أنصار السنة المحمدية في مصر.
- 1434هـ - شعبان حسين، ممثل مصري.

## مناسبات
- أول يوم من الأيام البيض.
- يوم الأب في إيران وباكستان (بمناسبة ميلاد علي بن أبي طالب).

## وصلات خارجية
- موقع قصة الإسلام: حدث في شهر رجب.